# Jacopo Peri

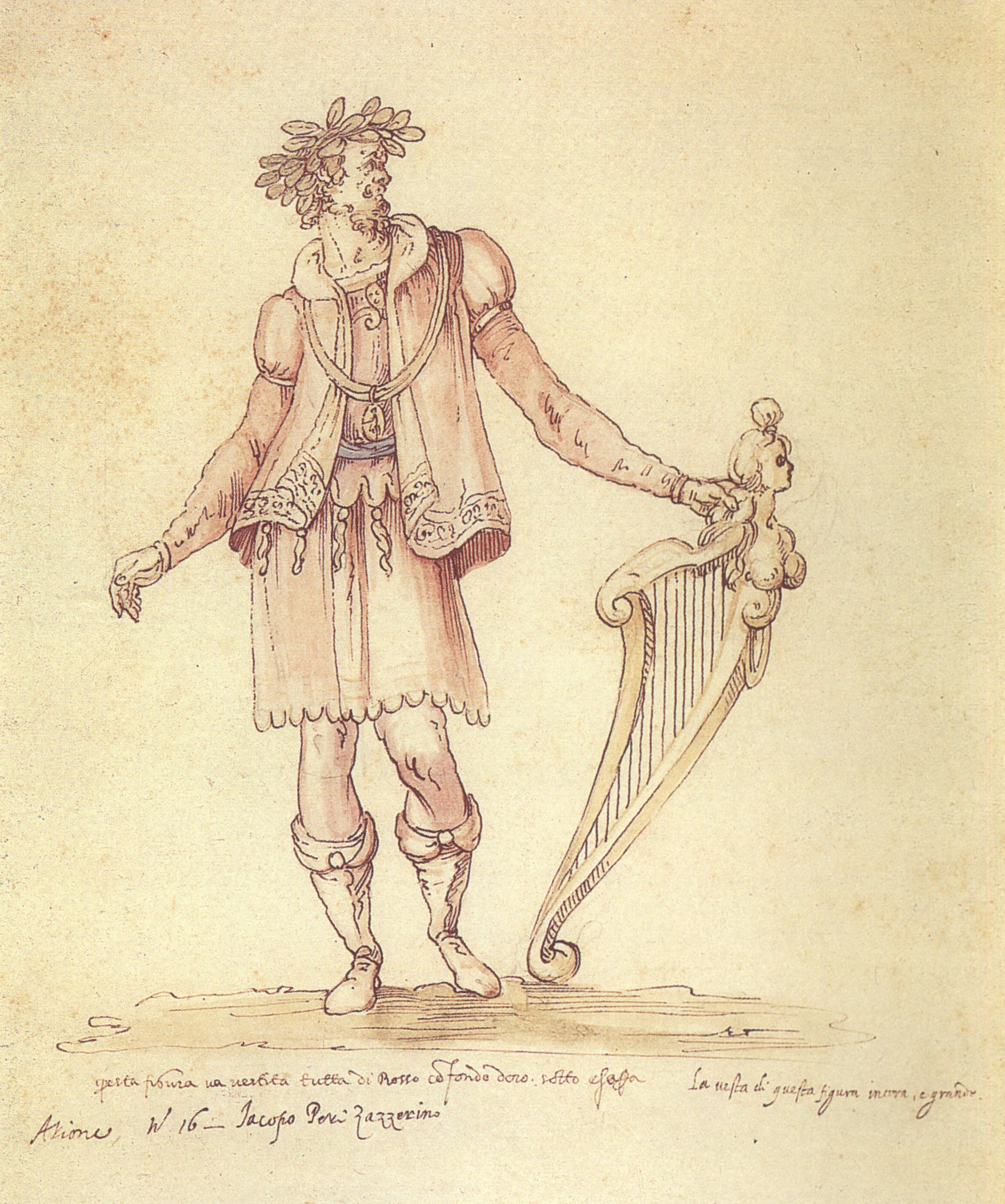
Jacopo Peri

Jacopo Peri (Rome, 20 augustus 1561 - Florence, 12 augustus 1633) was een Italiaans componist.
Jacopo Peri was naast componist zanger en harpist. Hij studeerde in Florence bij Malvezzi. Rond 1588 ging hij werken aan het hof van de Medici, waar hij vanwege zijn lange gouden lokken de bijnaam Il Zazzerino verwierf. Als lid van het Bardi camerata was hij nauw betrokken bij de ontwikkelingen in de muziek die naar de opera leidden. Hij was de eerste die de stile rappresentativo verwerkte in een compleet dramatisch werk. Zijn werk Dafne staat bekend als de eerste opera. Het libretto is van de hand van Ottavio Rinuccini.
De opvolger Euridice is het oudste werk dat geheel bewaard is gebleven. Het werd gecomponeerd ter gelegenheid van het huwelijk van koning Hendrik IV van Frankrijk met Maria de' Medici in 1600. Weer was het libretto van Rinuccini. Peri schreef daarna nog één opera: Adone, en kleiner werk in samenwerking met Marco Da Gagliano, Lo sposalizio di Medoro e Angelica en Flora.
- Bibsys: 90290756
- Biblioteca Nacional de España: XX898218
- Bibliothèque nationale de France: cb125704612 (data)
- Catàleg d'autoritats de noms i títols de Catalunya: 981058614403806706
- CiNii: DA01760236
- Gemeinsame Normdatei: 118790358
- International Standard Name Identifier: 0000 0001 1027 0619
- Library of Congress Control Number: n81003165
- Nationale Bibliotheek van Letland: 000067220
- MusicBrainz: 64b4d971-10a0-4eb0-9b4f-a51f495be8cf
- Nationale Bibliotheek van Tsjechië: jn20030303006
- Nationale bibliotheek van Australië: 35445368
- Nationale Bibliotheek van Israël: 987007282839805171
- Nationale Bibliotheek van Polen: a0000002168394
- Nationale en Universitaire bibliotheek Zagreb: 000194851
- Nederlandse Thesaurus van Auteursnamen: 072721502
- Réseau des bibliothèques de Suisse occidentale: 02-A003682101
- Istituto Centrale per il Catalogo Unico: SBLV065370
- LIBRIS: 295394
- SNAC: w6dn4rfj
- Système universitaire de documentation: 035016167
- Trove: 955365
- Virtual International Authority File: 54265591
- WorldCat: E39PBJxhdxyk3M8KDFfh7w63Qq